# Liste des résidences de la famille royale britannique
Voici une liste des résidences occupées par la famille royale britannique, aucune n'est traditionnellement occupée une certaine saison de l'année. Les membres de la famille royale britannique habitent de nombreuses résidences partout au Royaume-Uni. Certaines de ces résidences sont des palais royaux, propriétés de l'État et possédés à titre de trust (fiducie) par le monarque ; d'autres sont privées. Le château de Balmoral et Sandringham House ont été héritées en tant que propriétés privées durant plusieurs générations. D'autres palais royaux ne sont pas des résidences de longue durée (palais de Westminster, palais de Whitehall). Certains restent en usage irrégulier pour des occasions royales. Les palais royaux conservent certains privilèges légaux, par exemple il existe une exemption de taxes sur les boissons alcoolisées vendues dans les bars du palais de Westminster et il existe des exemptions de la législation Santé et Propreté. Les résidences royales occupées sont restaurées et maintenues par la section biens de la vente royale. Les palais royaux inoccupés sont aujourd'hui sous la responsabilité de l'agence des palais royaux historiques.

## Résidences actuelles
| Résidence                                 | Emplacement                     | Notes |
| ----------------------------------------- | ------------------------------- | --- |
| Le roi Charles III et la reine Camilla    |                                 | |
| Officielle                                |                                 | |
| Palais de Buckingham                      | Londres                         | En semaine, le palais est actuellement en travaux, le roi et la reine vivent pour le moment à Clarence House.                                                                                             |
| Clarence House                            | Londres                         | Résidence du roi et de la reine. |
| Château de Windsor                        | Windsor, Berkshire              | Pendant les week-ends, le mois d'avril, lors des hippodromes d'Ascot et pour les services de l'ordre de la Jarretière.                                                                                    |
| Palais de Holyrood                        | Édimbourg                       | Résidence officielle en Écosse, principalement en juillet. |
| Privée                                    |                                 | |
| Résidences héritées de sa mère            |                                 | |
| Sandringham House                         | Norfolk                         | De Noël à février. |
| Château de Balmoral                       | Aberdeenshire, Écosse           | D'août à septembre. |
| Pavillon Craigowan                        | Balmoral, Aberdeenshire         | |
| Pavillon de Delnadamph                    | Balmoral, Aberdeenshire         | Reconstruit pour le roi et la reine (Auparavant le Duc et la Duchesse de Rothesay, les titres écossais du Prince de Galles et de la Duchesse de Cornouailles), logé sur les biens du Château de Balmoral. |
| Highgrove                                 | Gloucestershire                 | Résidence de vacances. |
| Birkhall                                  | Balmoral, Aberdeenshire         | Habité auparavant par Elizabeth Bowes-Lyon, la reine-mère. |
| Llwynywormwood                            | Carmarthenshire, Pays de Galles | |
| Tamarisk                                  | Sorlingues                      | |
| Le prince et la princesse de Galles       |                                 | |
| Officielle                                |                                 | |
| Palais de Kensington                      | Londres                         | Résidence officielle à Londres |
| Privée                                    |                                 | |
| Adelaide Cottage                          | Windsor, Berkshire              | |
| Anmer Hall                                | Sandringham, Norfolk            | Résidence de vacances, située sur la propriété de Sandringham House. |
| Le duc et la duchesse de Sussex           |                                 | |
| Privée                                    |                                 | |
| York Cottage                              | Sandringham, Norfolk            | Situé sur la propriété de Sandringham House. |
| Le duc d'York                             |                                 | |
| Officielle                                |                                 | |
| Royal Lodge                               | Windsor, Berkshire              | Résidence officielle. |
| Le duc et la duchesse d'Édimbourg         |                                 | |
| Officielle                                |                                 | |
| Bagshot Park                              | Surrey                          | Résidence officielle à la campagne ; location de la Couronne. |
| La princesse royale                       |                                 | |
| Officielle                                |                                 | |
| Palais Saint James                        | Londres                         | Résidence officielle à Londres. |
| Privée                                    |                                 | |
| Parc de Gatcombe                          | Minchinhampton, Gloucestershire | Possession privée |
| Le duc et la duchesse de Gloucester       |                                 | |
| Officielle                                |                                 | |
| Palais de Kensington                      | Londres                         | Résidence officielle à Londres. |
| Le duc et la duchesse de Kent             |                                 | |
| Officielle                                |                                 | |
| Wren Cottage                              | Palais de Kensington, Londres   | Résidence officielle à Londres. |
| Le prince et la princesse Michael de Kent |                                 | |
| Officielle                                |                                 | |
| Palais de Kensington                      | Londres                         | Résidence officielle à Londres. |
| La princesse Alexandra                    |                                 | |
| Officielle                                |                                 | |
| Palais St. James                          | Londres                         | Résidence officielle à Londres. |
| Pavillon de Thatched House                | Richmond, Surrey                | Résidence officielle à la campagne ; location de la Couronne. |

## Anciennes résidences royales
- Ailesbury House, Leicester Square, Londres
- The Albany, Piccadilly, Londres
- Allerton Castle
- Anmer Hall, Norfolk
- Audley End House, Saffron Walden, Essex
- Manoir de Barnwell, Northamptonshire
- Barton Lodge, Winkfield, Berkshire
- Bentley Priory, Londres
- Birch Hall, Surrey
- Brantridge Park
- Bridewell Palace
- Brighton Pavilion
- Bushy House
- Château de Caernarfon
- Cambridge Cottage, Kew
- Cambridge House, Piccadilly, Londres
- Château de Carisbrooke
- Carlton House, Londres
- Castle Hill Lodge, Ealing
- Castle of Mey
- Castlewood House, Egham, Surrey
- Chelsea Manor
- Chesterfield House, Greenwich
- Chevening House
- Chideock Manor, Dorset
- Chiswick House, Burlington, Londres
- Christ Church (Oxford) (temporairement, Roi Charles I)
- Claremont House, Esher, Surrey
- Cliveden
- Connaught Place, Londres
- Coppins, Buckinghamshire
- Crocker End House, Oxfordshire
- Crosby Place, Bishopgate, Londres
- Cumberlet Cottage
- Cumberlet House
- Cumberlet Lodge, Windsor
- Dolphin Square, Embankment, Londres
- Dover House, Londres
- Dublin Castle, Dublin, Irlande
- Dunfermline Palace
- East Sheen Lodge, Londres
- Eastwell Park, Kent
- Château d'Édimbourg
- Eltham Palace
- Falklet Palace
- Fort Belvedere, Windsor
- Frogmore House, Windsor
- Gloucester House, Weymouth
- Gloucester House, Piccadilly, Londres
- Gloucester Lodge, Brompton
- Grafton Regis, Northamptonshire
- Greenwich Palace, Londres
- Gunnersbury Park, Londres
- Château de Hampton Court
- Hanworth Manor, Londres
- Hatfield Palace, Hertfordshire
- Ingestre House, Belgrave Square, Londres
- Kew House, Isle of Wight
- Kew Palace
- Kingsbourne House, Wentworth, Surrey
- Lancaster House, Londres
- Château de Leeds, dans le Kent
- Leicester House, Londres
- Les Jolies Eaux, Île Moustique, St Vincent
- Palais de Linlithgow
- Maison des banquets, Whitehall, Londres
- Marlborough House
- Nonsuch Palace
- Norfolk House, Londres
- Oak Grove House, Sethurst
- Oatlets Palace, Weybridge, Surrey
- Oatlets Park, Weybridge, Surrey
- Osborne House
- Palais de Beaulieu, Essex
- Palais de Placentia
- Palais de Westminster
- Palais de Whitehall
- Queen Charlotte's Cottage, Kew
- Queen's House, Greenwich
- Ranger's House, Greenwich
- Ribsden Holt, Windlesham, Surrey
- Richmond Palace
- Romenda Lodge, Wentworth Estate, Surrey
- Royal Hospital, Dublin
- Sagana Lodge, Kenya
- Savile House, Leicester Square, Londres
- Savoy Palace
- Schomberg House, Pall Mall, Londres
- Somerset House, Londres
- Château de Stirling
- Sussex House, Upper Mall, Hammersmith, Londres
- Theobalds House, Hertfordshire (près de Londres)
- Tour de Londres
- Walmer Castle
- White Lodge, Richmond
- Winchester Palace, Winchester
- Windlesham Moor
- Winkfield
- Witley Court, Worcestershire
- Wood Farm
- Woodstock Palace, Oxfordshire
- York Cottage
- York House